# Estació de Plaça doctor Andreu
L'Estació Plaça doctor Andreu és una estació de funicular i de tramvia de Barcelona. Per una part és l'estació terminal del tramvia Blau que connecta amb Plaça John F. Kennedy i allà amb la línia de FGC a l'Avinguda Tibidabo. Per l'altra part és l'estació terminal del funicular del Tibidabo i connecta la part baixa de Collserola amb el Tibidabo.
Com la plaça epònima, l'estació és dedicada a Salvador Andreu i Grau (1841-1928) que volia obrir una via alternativa d'accés a la muntanya del Tibidabo i per fer-ho realitat va crear la Societat Anònima El Tibidabo. És un edifici catalogat.